# Magnus Hirschfeld
Magnus Hirschfeld (14. května 1868 Kolberg – 14. května 1935 Nice) byl německý lékař a sexuolog židovského původu, vzdělaný též v humanitních oborech, zakladatel sexuologického ústavu v Berlíně. Napsal pětidílnou monografii o sexuologii a bývá jmenován mezi zakladateli a průkopníky tohoto oboru, ve své době byl přezdívaný „Einstein sexu“. Známý je zejména svými výzkumy homosexuality a propagací tolerance k ní, z toho titulu se stal významnou osobností raného homosexuálního hnutí i sexuálního reformismu vůbec. Spolupodílel se i na vůbec prvních tranzicích či na filmu Anders als die Andern (1919); prvním filmu historie s homosexuální tematikou. Je původcem mnoha pojmů, například transvestismus (1910), efebofilie, androfilie atd. V češtině dosud nevyšlo žádné z jeho děl. Filosofickým zaměřením byl biologistický monista.

## Životopis

### Mládí
Narodil se v roce 1868 v židovské rodině v Kolbergu v Pomořansku (dnešní Kołobrzeg v Polsku). Jeho otcem byl známý a oblíbený lékař Hermann Hirschfeld. V letech 1887–1888 studoval ve Vratislavi filosofii a filologii, v letech 1888–1892 lékařství ve Štrasburku, Mnichově, Heidelbergu a Berlíně, roku 1892 obdržel doktorský titul. Po skončení studií cestoval 8 měsíců po Spojených státech amerických, kde navštívil i Světovou kolumbovskou výstavu, přičemž zdrojem obživy mu byly honoráře z německých časopisů, do nichž přispíval.
Lékařskou praxi přírodní medicíny započal po návratu v Magdeburgu, v roce 1896 ji přestěhoval do Berlína-Charlottenburgu.

### Do první světové války
Před rokem 1900 Hirschfeld rozvinul dosud podceňovanou teorii o homosexualitě jako třetím pohlaví (zahrnujícím homosexuály, transsexuály a intersexuály), v níž navázal na Karla Heinricha Ulrichse, spisovatele a aktivistu s teologickým a právnickým vzděláním, a na jeho pojem urningů. Rovněž jej ovlivnili Havelock Ellis a Edward Carpenter. Od Kertbenyho převzal Hirschfeld termín „homosexualita“, od Richarda von Krafft-Ebinga převzal pojetí homosexuality jako vrozené nemoci.
Roku 1896 vydal v Lipsku v nakladatelství Max Spohr pod pseudonymem Th. Ramien brožurku o homosexualitě s názvem Sappho und Sokrates (Sapfó a Sokrates). Dne 15. května 1897 založil společně s Maxem Spohrem a dalšími osobnostmi (hannoverský právník Eduard Oberg, a spisovatel a pruský důstojník Franz Joseph von Bülow, resp. Max von Bülow) Wissenschaftlich-humanitäres Komitee (WhK, Vědecko-humanitární výbor), první organizaci, která usilovala o zrušení trestnosti sexuálního kontaktu mezi muži (§ 175 německého trestního zákona z roku 1872), zejména kvůli jeho hojnému zneužívání k vydírání. Oficiálně sídlil výbor v Hirschfeldově bydlišti. Výbor vycházel z přesvědčení, že lepší vědecké poznání homosexuality přispěje k odstranění nepřátelství vůči homosexuálům. Touto kampaní se Hirschfeld stal veřejně známou osobností. Pod petici za zrušení § 175 se v roce 1898 podepsalo na 6000 lidí, z toho mnoho známých osobností, například Albert Einstein, Hermann Hesse, Käthe Kollwitz, Thomas Mann, Heinrich Mann, Rainer Maria Rilke, August Bebel, Max Brod, Karl Kautsky, Stefan Zweig, Gerhart Hauptmann, Martin Buber, Richard von Krafft-Ebing a Eduard Bernstein. V Reichstagu, jemuž byla petice doručena, však návrh podpořila jen menšina z německé sociálně-demokratické strany. Téma však bylo v parlamentu aktuální po celá 20. léta a odsunuto bylo až s nástupem nacistické strany.
Hirschfeldovým mottem ve vztahu k homosexualitě bylo „Durch Wissenschaft zur Gerechtigkeit“, „vědou ke spravedlnosti“, požadavek na zrušení trestní represe zakládal na vrozenosti homosexuality. Homosexualitu přirovnával k postižením, která mají být se soucitem tolerována. V rámci svých eugenických tezí se (po vzoru Richarda von Krafft-Ebinga) domníval, že genový defekt, který způsobuje homosexualitu, může v dalších generacích způsobovat i slabomyslnost.
Někteří členové WhK nesouhlasili s pojetím homosexuality jako defektu ani s Hirschfeldovou a Ulrichsovou tezí, která mužskou homosexualitu spojovala s feminitou, a považovali mužsko-mužskou lásku za obecný mužný aspekt mužství, nikoliv za menšinovou odlišnost. Benedict Friedlaender a někteří další se pak od WhK odtrhli a utvořili Bund für männliche Kultur (Spolek pro mužskou kulturu), který však neměl dlouhého trvání.
V letech 1903–1904 provedl Hirschfeld mezi studenty a kovodělníky průzkum sexuální orientace. Došel k výsledku, že v populaci je 2,3 % homosexuálů a 3,4 % bisexuálů. Za provedení dotazníkové akce mezi studenty byl však některými z nich udán a 7. května 1904 odsouzen pro urážku. Mnichovská pobočka WhK na své schůzi 22. ledna 1904 Hirschfeldův postup při dotazování studentů zkritizovala a na schůzi 22. dubna 1904 se od něj na základě tohoto trestního oznámení distancovala.
V letech 1899–1923 vydával Hirschfeld „Jahrbuch für sexuelle Zwischenstufen“ („Ročenku pro sexuální mezistupně“). V roce 1908 krátce vydával Zeitschrift für Sexualwissenschaft („Časopis pro sexuologii“), téhož roku však jeho vydávání zastavil.
V roce 1904 se Hirschfeld přihlásil také k feministickému spolku Bund für Mutterschutz (Svaz pro ochranu matek), který založila Helene Stöcker a který se zasazoval o dekriminalizaci umělých potratů a proti soudobému zákazu manželství a rodinného života pro učitelky a státní zaměstnankyně.
V letech 1907–1909 vyvolalo veřejnou pozornost Hirschfeldovo působení ve funkci soudního znalce v sexuálních otázkách v případu Harden-Eulenburg, sérii soudních procesů kolem homosexuálních skandálů členů vlády Viléma II. Svoji roli v tomto případu později označil Hirschfeld za svoji největší politickou chybu.
Za první světové války přerušil svou výzkumnou činnost a pracoval jako lazaretní lékař. Tyto zkušenosti zúročil později, v roce 1930, v díle Die Sittengeschichte des Weltkrieges (Mravní dějiny světové války). Zabývá se například tematikou válečných eunuchů (vojáků, kteří zraněním přišli o pohlavní orgány), ale také motivací dobrovolných ošetřovatelek, které vyhledávaly službu na frontě a účast na nejtěžších operacích, při nichž neztrácely chladnokrevnost a zručnost.

### Období Výmarské republiky
Roku 1918, v liberálnějším prostředí Výmarské republiky, založil Hirschfeld soukromou nadaci Magnus-Hirschfeld-Stiftung. Nadace zakoupila vilu poblíž Reichstagu v Berlíně a v ní zřídila 6. července 1919 Institut für Sexualwissenschaft (Sexuologický ústav). Spoluzakladateli byli dermatolog Friedrich Wertheim a všestranný neurolog a psychoterapeut Arthur Kronfeld. Ústav převzal Hirschfeldovu velkou knihovnu, poskytoval vzdělávací služby a lékařské konzultace a měl celoevropský význam. Hirschfeldovým mottem bylo „Amori et dolori sacrum“, „Zasvěceno lásce a bolesti“. Kritici spekulovali o tom, že Hirschfeldova vědecká činnost byla zčásti financována penězi získanými vydíráním veřejně činných prominentních osob, které tajně žily jako homosexuálové.

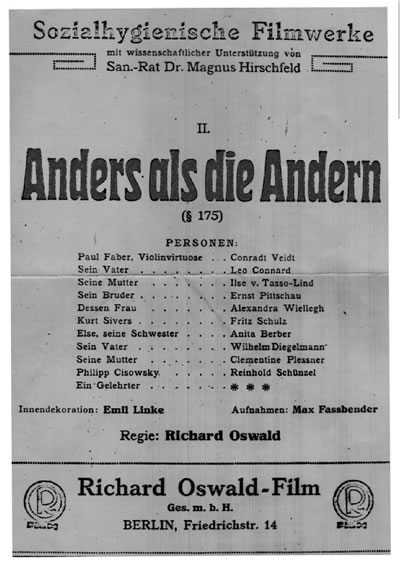
Plakát filmu Anders als die Andern (Jiný než ostatní), 1919

Roku 1919 se Hirschfeld jako spoluautor scénáře podílel na tvorbě filmu Richarda Oswalda Anders als die Andern (Jiný než ostatní), v němž herec Conrad Veidt ztvárnil údajně první postavu homosexuála napsanou pro film. Zápletka spočívá v tom, že tato postava byla vydírána svými milenci a nakonec se veřejně přizná, než aby dále platila vyděrači, avšak zničí tím svoji kariéru a je dohnána k sebevraždě.
Roku 1921 sexuologický ústav uspořádal v Berlíně konferenci „Erste internationale Tagung für Sexualreform auf sexualwissenschaftlicher Grundlage“ (První mezinárodní shromáždění pro sexuální reformu na sexuologických základech). Zúčastnili se levicově-liberálně zaměření významní sexuologové a vystupovali proti poručnictví státu v otázkách morálky v přesvědčení, že sexuologie poskytne podklady pro společenskou reformu. Akce měla později pokračování – na kongresu v Kodani roku 1928 byla založena „Weltliga für Sexualreform“ (Světová liga pro sexuální reformu), která jako svůj první sjezd počítala berlínskou konferenci roku 1921 a pak uspořádala ještě několik konferencí (Londýn 1929, Vídeň 1930 a Brno 1932). Ústřední kancelář měla Liga v budově Sexuologického ústavu v Berlíně. V roce 1935 byla Liga rozpuštěna a pouze anglická sekce působila i nadále. Kromě Hirschfelda se v Lize angažovali například švýcarský psychiatr Auguste Forel nebo rakouský sociolog Rudolf Goldscheid.
Hirschfeld a ústav pod jeho vedením se angažoval také v otázkách eugenismu (Hirschfeld byl například členem Gesellschaft für Rassenhygiene), antikoncepce, populační politiky, sexuální osvěty a výchovy, sexuálního a manželského poradenství, naturismu (Freikörperkultur, FKK – Hirschfeld byl aktivním spolupracovníkem organizace Institut für Freikörperkultur, kterou založil roku 1923 Adolf Koch), společenské ocenění svobodných matek a zrovnoprávnění nemanželských dětí atd.
V berlínském transvestitském klubu Eldorado byl Hirschfeld znám pod jménem Tante Magnesia (Teta Magnézie). Otázka, zda sám byl založením transvestitou, však zůstává v rovině spekulací.
Jeho aktivity se stávaly i terčem útoků, například v roce 1920 byl po přednášce v Mnichově zbit tak, že utrpěl frakturu lebky a zůstal ležet na ulici a noviny oznámily jeho úmrtí. Se vzrůstající četností byly jeho přednášky rušeny nacistickými bojůvkami. V roce 1926 Hirschfeld na pozvání sovětské vlády navštívil Moskvu a Leningrad. V roce 1931 přijal pozvání na přednáškové turné po Spojených státech amerických, následovaly cesty po Severní Americe, Asii i Orientu – vzhledem k varováním, že v Německu by jeho život byl ohrožen, se již do Německa nevrátil a zůstal od roku 1932 v exilu nejprve v Asconě ve Švýcarsku, později ve Francii.

### Období nacismu

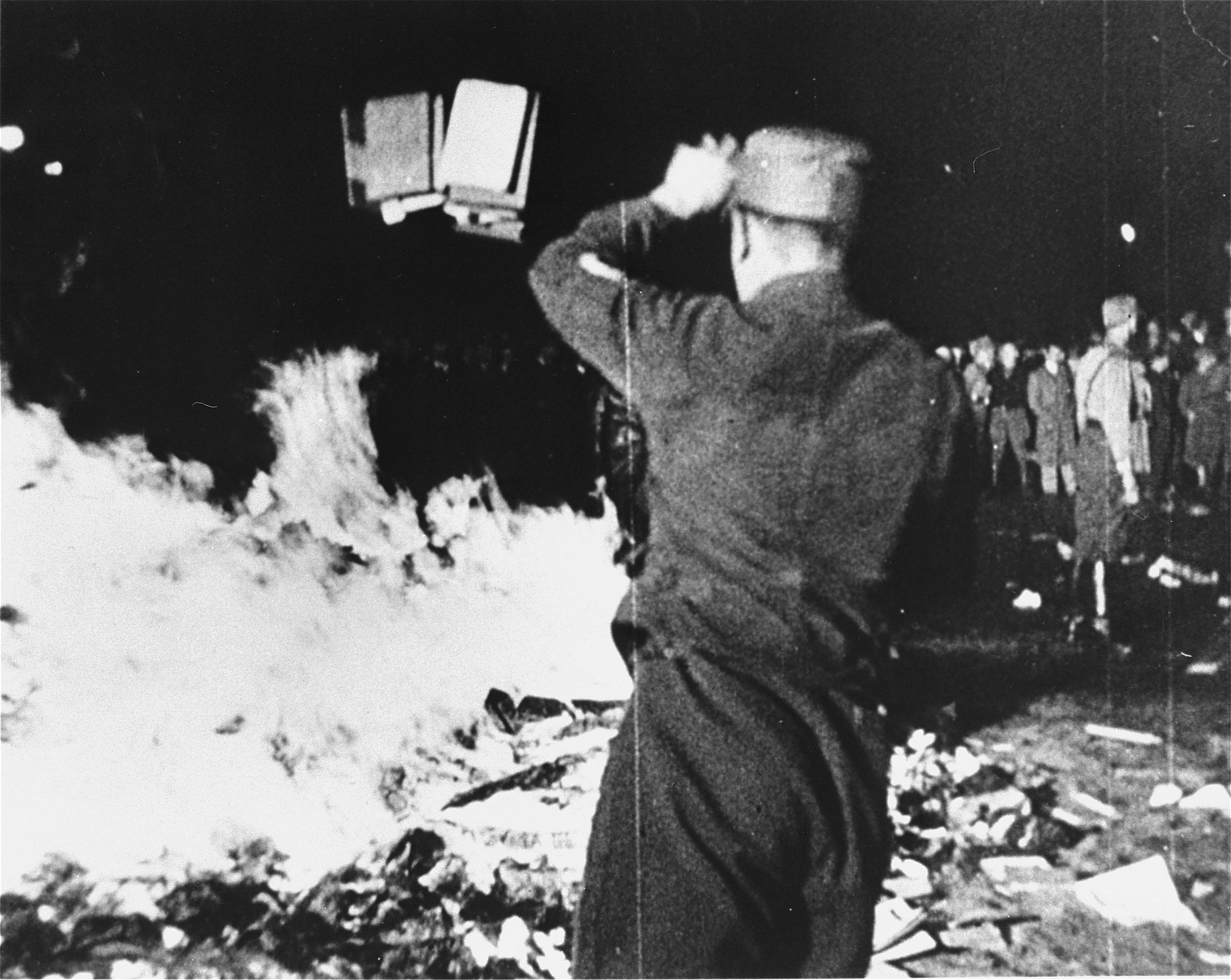
Spalování Hirschfeldovy knihovny nacisty 10. května 1933

V roce 1933 nacionálně socialistická vláda nařídila uzavření ústavu. 6. května 1933 studenti Vysoké školy tělesné výchovy (Hochschule für Leibesübungen) zaútočili na sexuologický ústav v Berlíně a zplundrovali jej. Materiály z knihovny byly přeneseny na Opernplatz (Bebelplatz) a tam společně s Hirschfeldovou bustou 10. května 1933 v rámci celoněmecké nacistické kampaně týkající se i knih mnoha dalších autorů, kteří nacistům nevyhovovali, veřejně spáleny. Ludwig L. Lenz, zastupující ředitel ústavu, se domníval, že hlavním důvodem útoku byly v archivech ústavu obsažené informace o mnoha homosexuálních nacistech, kteří s ústavem přišli do styku kvůli své homosexualitě.
Ve Francii se Hirschfeld neúspěšně pokusil založit Institut des sciences sexologiques, spoluzakladatelem byl lékař Edmond Zammert. Poté se roku 1934 přestěhoval do francouzského Nice, kde v den svých 67. narozenin v roce 1935 zemřel na srdeční selhání a kde je i pohřben. Na jeho náhrobku je latinské motto „Per scientiam ad justitiam“, „Vědou ke spravedlnosti“.

## Ohlasy
V roce 1982 založila skupina homosexuálních mužů a žen ze Západního Berlína sdružení Magnus-Hirschfeld-Gesellschaft. Zabývá se jak historickým zkoumáním, tak záměrem na obnovení Sexuologického institutu (Institut für Sexualwissenschaft).
Německá společnost pro sociologický sexuální výzkum (Deutsche Gesellschaft für Sozialwissenschaftliche Sexualforschung, DGSS) uděluje od roku 1990 každoročně Medaili Magnuse Hirschfelda, a to ve dvou kategoriích – sexuologie a sexuální reforma.
Roku 1994 založil Erwin J. Haeberle při Institutu Roberta Kocha v Berlíně Hirschfeldův sexuologický archiv, který je od roku 2001 veden Humboldtovou univerzitou.
V roce 1999 natočil Rosa von Praunheim o Hirschfeldovi 100minutový film Der Einstein des Sex.
Hirschfeldovo jméno a jméno africké lesbické aktivistky FannyAnn Eddy nese nadace Hirschfeld-Eddy-Stiftung, která byla založena v červnu 2007 v Berlíně.
Po Hirschfeldovi je pojmenováno Magnus Hirschfeld-Centrum (MGC) v Hamburku a různé další podniky či místa spjaté se sexuálními menšinami. 6. května 2008 bylo po Hirschfeldovi pojmenováno berlínské sprévské nábřeží Magnus-Hirschfeld-Ufer.

## Hirschfeldova díla

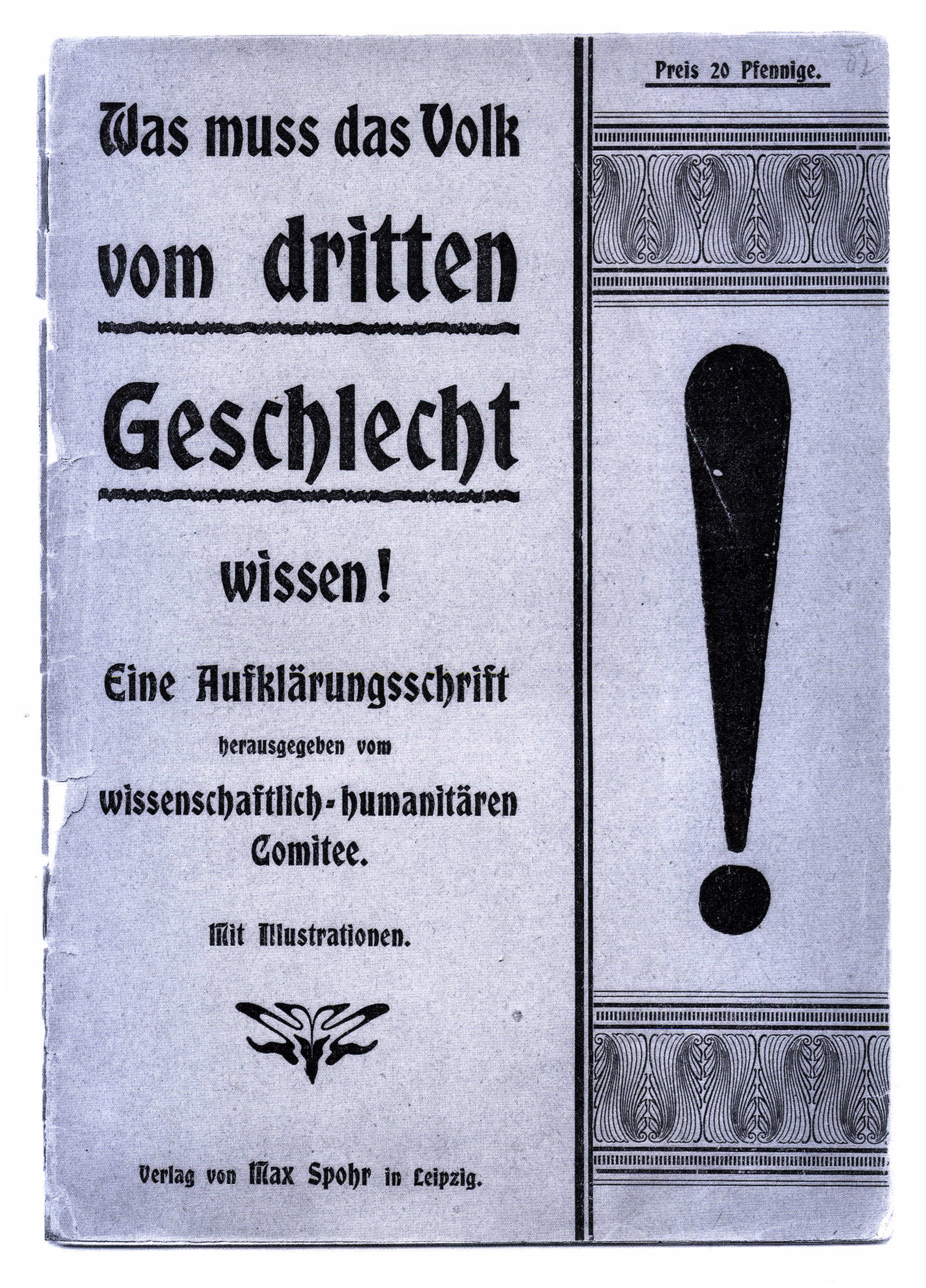
Was muss das Volk vom Dritten Geschlecht wissen! (Co by měli lidé vědět o třetím pohlaví), Leipzig 1901

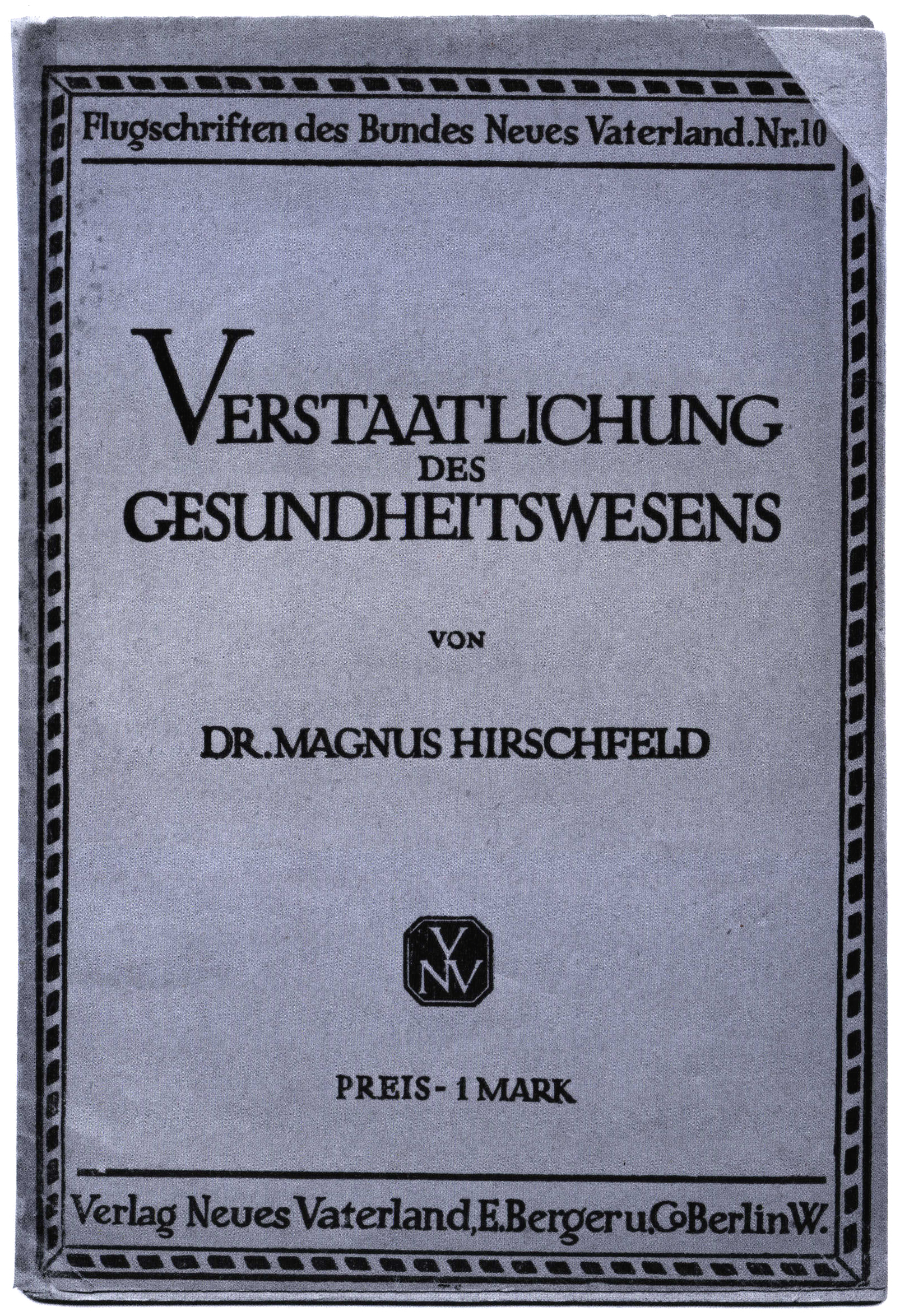
Die Verstaatlichung des Gesundheitswesens (Zestátnění zdravotních záležitostí), Berlin 1919

- Sappho und Sokrates (Sapfó a Sókratés). Verlag Max Spohr, Leipzig 1896 (pod pseudonymem „Th. Ramien“)
- Der § 175. Verlag Max Spohr, Leipzig 1898
- Was muss das Volk vom Dritten Geschlecht wissen! (Co musí lidé vědět o třetím pohlaví!), nakl. Max Spohr, Leipzig 1901
- Berlins Drittes Geschlecht (Třetí pohlaví Berlína). Vydal H. Seemann, Berlin a Leipzig 1904 — přetisk: Verlag Rosa Winkel, 1991, ISBN 3-921495-59-8
28. vydání v roce 1908
francouzsky Les homosexuels de Berlin. Le troisième sexe, Paris 1908
rusky: Трөтій полъ Бөрлина, St. Petersburg 1908
- Vom Wesen der Liebe. Zugleich ein Beitrag zur Lösung der Frage der Bisexualität (O podstatě lásky. Zároveň příspěvek k řešení otázky bisexuality). Verlag Max Spohr, Leipzig 1906
- Die Transvestiten: Eine Untersuchung über den erotischen Verkleidungstrieb, mit umfangreichem kasuistischem und historischem Material (Transvestité. Výzkum erotického instinktu převlékání, s rozsáhlým kazuistickým a historickým materiálem). Nakl. Alfred Pulvermacher, Berlin 1910
- Geschlechtsübergänge (Pohlavní přechody). Nakl. Max Spohr, Leipzig 1913
- Naturgesetze der Liebe: Eine gemeinverständliche Untersuchung über den Liebeseindruck, Liebesdrang und Liebesausdruck (Přírodní zákony lásky: populární průzkum působení, tužeb a projevů lásky) . Nakl. „Wahrheit (Pravda)“, Ferdinand Spohr, Leipzig, 1914
- Die Homosexualität des Mannes und des Weibes (Homosexualita muže a ženy). Nakl. Louis Marcus, Berlin 1914
- Sexualpathologie. Ein Lehrbuch für Ärzte und Studierende (Sexuální patologie. Učebnice pro lékaře a studenty). Bonn, 1916–1920
  - Díl I: Geschlechtliche Entwicklungsstörungen mit besonderer Berücksichtigung der Onanie (Pohlavní vývojové poruchy se zvláštním zřetelem k onanii)
  - Díl II: Sexuelle Zwischenstufen. Das männliche Weib und der weibliche Mann (Sexuální mezistupně. Mužská žena a ženský muž)
  - Díl III: Störungen im Stoffwechsel mit besonderer Berücksichtigung der Impotenz (Poruchy metabolismu se zvláštním zřetelem k impotenci)
- Die Verstaatlichung des Gesundheitswesens (Zestátnění tématu zdraví). Berlin, 1919
- Sexualität und Kriminalität. Überblick über Verbrechen geschlechtlichen Ursprungs (Sexualita a kriminalita. Přehled zločinů sexuálního původu). Wien, Berlin, Leipzig, New York 1924
- Paragraph 267 des Amtlichen Entwurfs eines Allgemeinen Deutschen Strafgesetzbuches: Unzucht zwischen Männern Archivováno 6. 8. 2007 na Wayback Machine. – Eine Denkschrift, gerichtet an das Reichsjustizministerium (Paragraf 267 úředního návrhu Všeobecného německého trestního zákoníku: Smilstvo mezi muži – memorandum ministerstvu spravedlnosti), Nakl. Julius Püttmann, Stuttgart 1925
- Geschlechtskunde, auf Grund dreissigjähriger Forschung und Erfahrung bearbeitet (Sexuologie, zpracovaná na základě třicetiletého výzkumu a zkušenosti). Stuttgart 1926–1930
  - Díl I: Die körperlichen Grundlagen (Tělesné základy)
  - Díl II: Folgen und Folgerungen (Postupy a následky)
  - Díl III: Ausblicke (Vyhlídky)
  - Díl IV: Bilderteil (Obrazová část)
  - Díl V: Register (Rejstřík)
- Die Sittengeschichte des Weltkrieges (Sittengeschichte des Ersten Weltkrieges, Dějiny mravů za první světové války) (2 svazky). (Magnus Hirschfeld uveden jako editor), sexuologické nakladatelství Schneider & Co., Leipzig/Wien, 1930
- Die Weltreise eines Sexualforschers (Cesta sexuologa kolem světa). Bözberg-Verlag, Brugg 1933 — Nové vydání: Eichborn, Frankfurt a. M. 2006 (= Die Andere Bibliothek, 254). ISBN 3-8218-4567-8
- Sex in Human Relationships (Sexualita v lidských vztazích). John Lane the Bodley Head, London 1935. Anglicky.
- Racism (Rasismus). Victor Gollancz Ltd., London 1938. Anglicky.
- Von einst bis jetzt: Geschichte einer homosexuellen Bewegung 1897–1922 (Od kdysi do nynějška: dějiny homosexuálního hnutí 1897–1922). Schriftenreihe der Magnus-Hirschfeld-Gesellschaft Nr. 1, Verlag rosa Winkel, Berlin 1986 (přetisk série článků pro časopis Die Freundschaft, 1920–21)
- Geschlechtsverirrungen (Pohlavní omyly). Učebnice především pro lékaře, psychoterapeuty a pedagogy. Carl Stephenson Verlag, Flensburg, 2. vydání 1977. (Kapitoly 1, 2, 3, 4, 8, 9, 10, 11, 12, 13, 15, 16, 18, 21, 22, 23, 24 byly nalezeny v hotové podobě v Hirschfeldově pozůstalosti. Jeho žáci práci dokončili.)

## Biografická díla o Hirschfeldovi
- Magnus Hirschfeld: Von einst bis jetzt: Geschichte einer homosexuellen Bewegung 1897–1922 (Od kdysi do nynějška: dějiny homosexuálního hnutí 1897–1922). Schriftenreihe der Magnus-Hirschfeld-Gesellschaft Nr. 1. Berlin: rosa Winkel, 1986. (Reprint série Hirschfeldových článků původně publikovaných v časopise Die Freundschaft, 1920–21).
- Ralf Dose: Magnus Hirschfeld: Deutscher, Jude, Weltbürger (Magnus Hirschfeld: Němec, Žid, světoobčan). Teetz: Hentrich und Hentrich, 2005.
- Manfred Herzer: Magnus Hirschfeld: Leben und Werk eines jüdischen, schwulen und sozialistischen Sexologen (Magnus Hirschfeld: Život a dílo židovského, homosexuálního a socialistického sexuologa). 2. vydáník, Hamburg: Männerschwarm, 2001.
- Elke-Vera Kotowski, Julius H. Schoeps (eds.) Der Sexualreformer Magnus Hirschfeld. Ein Leben im Spannungsfeld von Wissenschaft, Politik und Gesellschaft. (Sexuální reformátor Magnus Hirschfeld: život v napěťovém poli vědy, politiky a společnosti.) Berlin: Bebra, 2004.
- Charlotte Wolff: Magnus Hirschfeld: A Portrait of a Pioneer in Sexology (Magnus Hirschfeld: portrét průkopníka sexuologie). London: Quartet, 1986.
- Der Einstein des Sex – Leben und Werk des Dr. Magnus Hirschfeld, německý film, 1999, Rosa von Praunheim, 100 minut